# Inmunosenescencia
La inmunosenescencia se refiere al deterioro gradual del sistema inmune provocado por el avance natural de la edad. Implica tanto la capacidad del huésped para responder a las infecciones como el desarrollo de la memoria inmune a largo plazo, especialmente mediante la vacunación. Esta deficiencia inmunológica asociada con la edad es omnipresente y se encuentra tanto en especies de vida larga como de corta, en función de su edad y en relación con la esperanza de vida en lugar del tiempo cronológico. Se considera un importante factor contribuyente a la mayor frecuencia de morbilidad y mortalidad entre los individuos ancianos. 
La inmunosenescencia no es un fenómeno de deterioro aleatorio, sino que parece repetir inversamente un patrón evolutivo y la mayoría de los parámetros afectados por la inmunosenescencia parecen estar bajo un control genético. La inmunosenescencia también puede considerarse a veces como resultado del desafío continuo de la exposición inevitable a una variedad de antígenos como virus y bacterias.

## Descripción general de la disminución de la función inmune asociada con la edad
La inmunosenescencia es una condición multifactorial que provoca problemas de salud bastante importantes entre la población de edad avanzada. A continuación, se enumeran algunos de los cambios biológicos dependientes de la edad que contribuyen al inicio de la inmunosenescencia: 
- Las células madre hematopoyéticas disminuyen su capacidad de autorrenovación. Estas células dan origen a los leucocitos que a su vez se diferencian en otras células del sistema inmune, incluyendo linfocitos, células presentadoras de antígenos, células dendríticas y  fagocitos. Este fenómeno se debe a la acumulación de daño oxidativo en el ADN por el envejecimiento y la actividad metabólica celular, así como al acortamiento de los terminales teloméricos de los cromosomas.[6]
- Hay una disminución notable en el número total de fagocitos en individuos ancianos, así como una reducción intrínseca de su actividad bactericida.[7][8]
- Se sabe que la citotoxicidad de las células asesinas naturales (NK) y la función presentadora de antígeno de las células dendríticas disminuyen con la edad.[9][10][11] El deterioro asociado con la edad de las células presentadoras de antígeno dendrítico (APC) tiene profundas implicaciones ya que esto se traduce en una deficiencia en la inmunidad mediada por células y, por lo tanto, la incapacidad de los linfocitos T efectores para modular un adaptativo respuesta inmune.
- Una disminución en la inmunidad humoral causada por una reducción en la población de células B productoras de anticuerpos junto con una menor diversidad y afinidad de inmunoglobulinas.[12][13]

A medida que avanza la edad, hay una disminución tanto en la producción de nuevos linfocitos inmaduros como en la competencia funcional de las poblaciones de células de memoria. Esto se ha implicado en la frecuencia y gravedad crecientes de enfermedades como el cáncer, los trastornos inflamatorios crónicos, las infecciones avanzadas y la autoinmunidad. Un problema de infecciones en los ancianos es que con frecuencia se presentan con signos y síntomas inespecíficos, y las condiciones de infección focal a menudo están ausentes u oscurecidas. Finalmente, esto proporciona problemas en el diagnóstico y, posteriormente, en el tratamiento. 
Además de los cambios en las respuestas inmunes, los efectos beneficiosos de la inflamación dedicada a la neutralización de agentes peligrosos y dañinos en la edad temprana y en la adulta se vuelven perjudiciales en la edad avanzada en un período no previsto en gran medida por la evolución, de acuerdo con la teoría antagonista de la pleiotropía del envejecimiento. Cabe señalar además que los cambios en el compartimento linfoide no son los únicos responsables del mal funcionamiento del sistema inmune en los individuos ancianos. Aunque la producción de células mieloides no parece disminuir con la edad, los macrófagos se desregulan como consecuencia de los cambios ambientales.

## Desregulación funcional de células T como biomarcador para inmunosenescencia
La capacidad funcional de las células T está más influenciada por los efectos del envejecimiento. De hecho, las alteraciones relacionadas con la edad son evidentes en todas las etapas del desarrollo de las células T, lo que las convierte en un factor importante en el desarrollo de la inmunosenescencia. Después del nacimiento, la disminución de la función de las células T comienza con la involución progresiva del timo, que es el órgano esencial para la maduración de las células T después de la migración de las células precursoras de la médula ósea. Esta disminución del volumen epitelial tímico asociada con la edad da como resultado una reducción/agotamiento en el número de timocitos (es decir, células T premaduras), reduciendo así la producción de células T inmaduras periféricas. Una vez que maduran y circulan por todo el sistema periférico, las células T aún experimentan cambios nocivos dependientes de la edad. Junto con la involución tímica relacionada con la edad y la consiguiente disminución de la producción tímica de las nuevas células T relacionada con la edad, esta situación deja al cuerpo prácticamente desprovisto de células T inmaduras, lo que hace que el cuerpo sea más propenso a una variedad de enfermedades infecciosas y no infecciosas. Los componentes de las células T asociados con la inmunosenescencia incluyen: 
- Reducción en la relación CD4+/CD8+[21]
- Desarrollo deteriorado de células auxiliares foliculares T CD4+, que se especializan en facilitar la maduración de células B periféricas, y la generación de células plasmáticas productoras de anticuerpos y células B de memoria[22]
- Desregulación de las capacidades de transducción de señales intracelulares[23]
- Capacidad disminuida para producir linfocinas efectoras[24][25][26]
- Reducción del repertorio de reconocimiento de antígeno de la diversidad del receptor de linfocitos T (TcR)[27][28]
- La actividad citotóxica de las células T asesinas naturales (NKT) disminuye[10]
- Proliferación deteriorada en respuesta a la estimulación antigénica
- La acumulación y la expansión clonal de la memoria y las células T efectoras[3]
- Obstaculiza las defensas inmunes contra los patógenos virales, especialmente por las células T citotóxicas CD8+
- Cambios en el perfil de citoquinas, por ejemplo, aumento del entorno de citocinas proinflamatorias presente en los ancianos[29]